# Ondó
Az ondó, más néven sperma a hímek nemi mirigyei által termelt kolloidális folyadék, amely hímivarsejteket (spermiumokat) tartalmaz. Frissen fehéres-szürkés, olykor sárgás testnedv. Ejakulációkor 3–7 ml lövell ki, benne a férfiak 40–360 millió ivarsejtjével. A párosodás során a nemi szervbe az ondóval jutnak be a spermiumok. A hímvesszőből az ejakuláció során távozik az ondó, amelyet legtöbbször orgazmus (kéjérzés) kísér.

## Színe
Áttetsző fehéres-szürkés, olykor sárgás színű.

## Íze és illata
Íze és illata egyénenként más és más: egészségi állapottól, általános kondíciótól, sőt az elfogyasztott élelemtől is függ. Egyes források szerint az ananász, a kivi, a zeller, a görögdinnye, az áfonya vagy a szilva édessé teszi, míg a kávé és az alkohol kesernyés, a túl nagy mennyiségű állati fehérje pedig savanykás ízt és jellemzően dohos szagot ad neki. Más források szerint inkább undorító, „takony” íze van.
Az ondó illata a gesztenyevirágéra emlékeztet.

## Összetétele

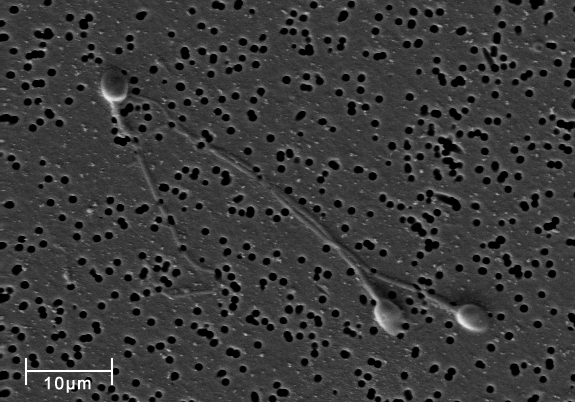
Emberi spermium

A férfiak ondójában (sperma) a hímivarsejtek (spermium) száma milliliterenként 20–60 millió között van. Ez képezi a sperma sejtes állományát, ami a teljes sperma tömegének mindössze 5%-a. Ezeknek átlagosan 80%-a életképes.
A sperma maradék 95%-a a spermaplazma, amely különböző járulékos nemi mirigyek váladékának elegye. Pontos összetételét tekintve 3-5%-a keletkezik csupán a herében és a mellékherében, 45-80%-a az ondóhólyagban, 10-30%-a a prosztatában és 2-5%-a a Cowper-féle mirigyekben.
C-vitamint, kalciumot, klórt, koleszterint, citromsavat, kreatint, fruktózt, tejsavat, magnéziumot, nitrogént, foszfort, káliumot, nátriumot, B12-vitamint és cinket is tartalmaz.

## Állaga
Az ondó állaga is napról napra változik, ami a szervezetet érő számos hatásnak köszönhető. A rendszeres szex, a mozgás és a szervezetbe juttatott tápanyagok a legmeghatározóbbak, de a testhőmérséklet is nagyban hozzájárul a sperma sűrűségéhez . A tapasztalatok azonban azt mutatják, hogy a fehérje tartalmú ételek (például a tojásfehérje, a zselatin) besűrítik az ondót, míg a búzacsíra, az omega-3-olajak, a szelén és a cink javítják az ondó állagát.

## Mennyisége
Egy ejakuláció során általában 3–7 ml mennyiségű ondó távozik a húgycsövön keresztül. Ennél kisebb mennyiség esetén a prosztata vagy az ondóhólyag elváltozásáról lehet szó, és a szakirodalom alultermelésről beszél, míg 7 ml fölött túltermelésről.
Tapasztalatok szerint a cink és az aminosavak növelik az ondó mennyiségét. A szelén részt vesz a normál spermaképződésben. A cink szerepet játszik a normál termékenység és szaporodás fenntartásában. A folsav hozzájárul a megfelelő homocisztein-anyagcseréhez, és részt vesz a normál aminosav-szintézisben. Az E-vitamin és a szelén hozzájárulnak a sejtek oxidatív stresszel szembeni védelméhez. Az L-arginin és az L-karnitin fokozza a spermaszámot és a spermiumok mozgékonyságát is.
Ehhez társulnak olyan tényezők, mint a kor vagy a készen kapott génkombináció, a táplálkozás és az életvitel. Egy ejakulátumban 40-től akár több százmillió spermium található.